# تورز پول
تورز پول (به لاتین: Turze Pole) یک منطقهٔ مسکونی در لهستان است که در Gmina Brzozów واقع شده‌است.

## خصوصیات
تورز پول ۱٬۰۴۰ نفر جمعیت دارد.